# نفود صبحا
نفُود صَبْحَا كثبان رملية، كبيرة المساحة. تقع في عالية نجد وسط المملكة العربية السعودية.

## الوصف
ْتقع نفود صبحا شمال غرب جبال صبحا وهي منسوبة إليها٬ وكأنها ترَّسبت هناك لوجود هذا العائق الكبير أمام الرياح المحملة بالرمال القادمة غالبا من الشمال الغربي ومن الغرب٬ ما يجعل مصدر رمالها رواسب الأودية والشعاب الكثيرة الواقعة إلى غربها٬ مثل: وادي السرة٬ ووادي السرحي٬ وشعيب أبو جص٬ وكذلك رمال نفود السرة نفسها٬ وهي نفود صغيرة تمتد من الشرق إلى الغرب تقريبًا بطول نحو 10 كم وعرض بين حوالي 2 و3 كم٬ ومساحتها 30كم. كان اسم صبحا القديم هو يَذْبَل.